# Kavamura Júri
Kavamura Júri (川村 優理; Hepburn: Kawamura Yūri) (Niigata, 1989. május 17. –) japán válogatott labdarúgó.

## Klub
A labdarúgást az Albirex Niigata csapatában kezdte. 2002 és 2012 között az Albirex Niigata csapatában játszott. 150 bajnoki mérkőzésen lépett pályára és 17 gólt szerzett. 2013-ban a JEF United Chiba csapatához szerződött. 2014-ben a Vegalta Sendai csapatához szerződött. 65 bajnoki mérkőzésen lépett pályára és 19 gólt szerzett. 2017 óta az Albirex Niigata (2017) és a North Carolina Courage (2017–) csapatában játszott.

## Nemzeti válogatott
2010-ben debütált a japán válogatottban. A japán válogatott tagjaként részt vett a 2015-ös világbajnokságon. A japán válogatottban 32 mérkőzést játszott.

## Statisztika
| Japán válogatott | Japán válogatott | Japán válogatott |
| Időszak          | Mérk.            | gól              |
| ---------------- | ---------------- | ---------------- |
| 2010             | 2                | 0                |
| 2011             | 0                | 0                |
| 2012             | 0                | 0                |
| 2013             | 2                | 0                |
| 2014             | 7                | 1                |
| 2015             | 10               | 1                |
| 2016             | 8                | 0                |
| 2017             | 3                | 0                |
| Összesen         | 32               | 2                |

## Sikerei, díjai

### Klub
Észak-amerikai bajnok (1):
- NWSL bajnok (1):
  - North Carolina Courage (1): 2018
- NWSL Shield győztes (2):
  - North Carolina Courage (2): 2017, 2018
- Nemzetközi Bajnokok Kupája győztes (1):
  - North Carolina Courage (1): 2018[4]

Japán válogatott
- Világbajnokság:  Ezüst; 2015
- Ázsia-kupa:  Arany; 2014

Egyéni
- Az év Japán csapatában: 2015, 2016